# Купальська ніч
«Купальська ніч» — радянський телефільм 1982 року, знятий режисером Валерієм Басовим на студії «Бєлтелефільм».

## Сюжет
Василь і Зося кохають одне одного, але батьки проти їхнього шлюбу. Наближається свято Івана Купали. Тієї ночі можна дізнатися про свою подальшу долю, можна очиститися від усього поганого, набратися сил і здоров'я. Цієї чарівної ночі не сплять, палять багаття, співають пісні. Цієї ночі відбуваються різні кумедні пригоди, веселі розіграші, а комусь доведеться випробувати силу і чарівність першого кохання.

## У ролях
- Віра Трофімова — Зоська
- Олександр Жданович — Волошка
- Ніна Русланова — Паланея, мати Зоськи
- Михайло Петров — Микола, батько Зоськи
- Наталія Кофанова — Настя, мати Василька
- Олександр Беспалий — Максим, батько Василька
- Геннадій Овсянников — отець Мефодій
- Валерій Філатов — Микита Хохлик
- Олексій Дударов — Яник
- Євген Крижановський — урядник
- Юлія Мазанкіна — Яніна
- Олена Фетисенко — Ямполя
- Наталія Хорохоріна — Катерина
- Андрій Астраух — Адасик
- Тетяна Крюк — Надя
- Ірина Гаркуша — епізод
- Сергій Іванов — епізод
- Олександр Кашперов — епізод
- Ю. Ліннік — епізод
- Наталія Пашкевич — епізод
- В. Макаров — епізод
- В. Мацюш — епізод
- Тамара Муженко — епізод
- Володимир Січкар — епізод
- К. Альфер — епізод
- М. Амельянович — епізод
- Т. Грицевський — епізод

## Знімальна група
- Режисер — Валерій Басов
- Сценарист — Олексій Дударов
- Оператор — Володимир Пронько
- Композитор — Віктор Помазов
- Художник — Володимир Чернишов